# Imran N. Hosein
Imran Nazar Hosein, född 1942 i Trinidad och Tobago, är en ledande internationell islamisk filosof, lärd och författare som även är specialiserad på världspolitik, ekonomi och internationella frågor.

## Biografi
Hosein föddes på Trinidad av en indisk familj som emigrerat till ön. Han har studerat vid Aleemiyah-institutet i Karachi och vid flera andra universitet, såsom Karachi universitet, University of the West Indies, Al-Azharuniversitetet samt Graduate Institute of International Relations i Schweiz. År 1985 lämnade han sitt jobb på utrikesministeriet i Trinidad och Tobago för att ägna sig åt islam på heltid.
Under tio års tid ledde han fredagsbönen och höll predikningar varje månad i FN:s högkvarter i New York.[källa behövs]

## Åsikter

### Religiösa åsikter
Hosein tar tydligt avstånd från sektarianism och har uttalat sig emot att tillhöra någon särskild sekt inom islam. Samtidigt uttrycker han respekt för autentiska sufiska lärare.[källa behövs]
När det gäller musik anser menar han att man ska undvika sång och musik som främjar världslig njutning eller distraherar från det andliga livet. Däremot anser han att det är  tillåtet att i måttlig omfattning lyssna på religiös sång och musik som leder till reflektion och andlig glädje – särskilt om man inte kan undvika det helt.

### Politiska och ekonomiska åsikter
Hosein är en stark kritiker av fiat-valutor, som han menar är falska och bedrägliga. Han anser att de bara bör användas tillfälligt, tills muslimska samhällen kan etablera mikromarknader baserade på guld- och silvermynt.
Han är också kritisk till feminismen, ifrågasätter rapporteringen om uigurerna i Kina och menar att västerländska underrättelsetjänster har påverkat bilden. Han har också uttryckt stöd för Hugo Chávez.[källa behövs]

## Kritik och opposition
Vissa muslimska religiösa auktoriteter har varnat för hans läror, eftersom han enligt dem avviker från traditionell tolkning av vissa hadither. Han har också förbjudits att tala i vissa moskéer och länder på grund av att hans åsikter anses vara för radikala.[källa behövs]